# 霍爾茨維爾 (紐約州)
霍爾茨維爾（英語：Holtsville）是位於美國紐約州薩福克縣的普查規定居民點。

## 人口
根據2020年美國人口普查的數據，霍爾茨維爾的面積為18.41平方千米，皆為陸地。當地共有人口18937人，而人口密度為每平方千米1,028.63人。